# La boda de River Song
La boda de River Song (The Wedding of River Song) es el decimotercer episodio y el capítulo final de la sexta temporada moderna de la serie británica de ciencia ficción Doctor Who, emitido originalmente 1 de octubre de 2011. El episodio desvela cómo el Doctor se enfrenta a su muerte en el lago Silencio de Utah.

## Argumento
La Guerra de las Rosas entra en su segundo año cuando unos excursionistas londienses son advertidos de no alimenter a los pterodáctilos y Charles Dickens (Simon Callow) es entrevistado acerca de su nuevo especial de Navidad sobre fantasmas. El Emperador del Sacro Imperio Winston Churchill (Ian McNeice) vuelve al Palacio de Buckingham en su mamut después de una conferencia en la Galia con Cleopatra y se pregunta por qué siempre son las 5:05 PM de 22 de abril de 2011. Su médico siluriano, Malokeh (Richard Hope), le dice que siempre ha sido así, pero Churchill aún duda. Ordena que le traigan a su adivino desde la Torre de Londres, que le confiesa que todo es por «una mujer».
En un flashback, el Doctor (Matt Smith) intenta averiguar por qué tiene que morir. Consiguiendo datos sobre el Silencio de un Dalek muerto, se encuentra con el Padre Gideon Vandaleur (Niall Greig Fulton), en realidad el robot Telesecta, que lo envía hasta Gantok (Marc Gatiss), un agente del Silencio y ambos juegan al ajedrez vivo. Para evitar el jaque mate o la muerte, Gantok lo lleva hasta la cabeza de Dorium Maldovar (Simon Fisher-Becker) en el Séptimo Crucero.
Dorium insiste en que si el Doctor vive, en los campos de Trenzalore, con la caída del Undécimo, cuando ninguna criatura viva pueda mentir o no responder, se planteará una pregunta, oculta a plena vista. Cogiendo la cabeza de Dorium, el Doctor quiere continuar su gira de despedida. Sin embargo, cuando se entera de que su viejo amigo, el brigadier Lethbridge-Stewart ha fallecido, su valentía se desmorona. Le da al Telesecta unas invitaciones para entregar y se dirige al lago Silencio con Amy Pond (Karen Gillian), Rory Williams (Arthur Darvill) y River Song (Alex Kingston). Un astronauta surge entre las aguas del lago y espera a su encuentro. El astronauta es River Song, atrapada en el traje de Kovarian y el Silencio, que no tiene control sobre su traje, programado para matar al Doctor. Sin embargo, River consigue vaciar su sistema de armamento sin causarle daño, causando la ruptura de un punto fijo temporal.
El Doctor y Churchill hablan de estos acontecimientos mientras son rodeados por agentes del Silencio. Antes de que puedan atacar, unas granadas de humo se activan y un grupo de soldados dirigidos por Amy Pond invaden la sala. Amy conduce al Doctor hasta un vagón de tren con destino al Área 52, dentro de la Gran Pirámide de Giza. Al haber crecido con la grieta en su pared, Amy puede recordar ambas líneas temporales, aunque no a Rory, ahora capitán Williams.
En el Área 52, el Doctor y Amy pasan por delante a más de un centenar de agentes del Silencio capturados en la Cámara del Rey, donde River Song les espera. Madame Kovarian (Frances Barber) ha sido apresada y los militares del Área 52 han conseguido replicar su parche, que sirve para recordar a los agentes del Silencio al apartar la vista.
El Doctor sabe que River y él son los dos polos opuestos de la explosión que espera a destruir esa línea temporal y han de solucionarlo. Los agentes del Silencio escapan, revelando una trampa y comienzan a matar a los soldados del Área 52 utilizando los parches. River, Amy y el Doctor van a la cúspide de la pirámide para ver un dispositivo que River ha construido. Amy consigue salvar a Rory al recordarle y posteriormente asesina a Kovarian por haberle robado a su bebé tiempo atrás.
En lo alto de la pirámide, River ha construido un faro, ha enviado una llamada al universo a través de todas las épocas indicando que El Doctor se muere. El Doctor usa su pajarita para casarse con River. Le susurra al oído su nombre, bajo promesa de que no se lo diga a nadie nunca. Cuando se besan, el tiempo comienza a moverse de nuevo y en la línea temporal original, River le dispara al Doctor tres veces, para impedir su regeneración y éste muere.
Tiempo después, River, recién llegada de la caída del Byzantium, visita la casa de su madre para compartir una botella de vino. Allí River confiesa a Amy y Rory la verdad sobre el destino del Doctor.
Un monje porta la cabeza de Dorium de nuevo al Séptimo Crucero, donde Dorium reconoce al Doctor y le pregunta cómo escapó. El Doctor le explica que en realidad River le disparó al Telesecta, con él dentro y seguro. Ahora, el universo entero piensa que está muerto y es el momento de dar un paso atrás a las sombras. Dorium le cuestiona la pregunta de la que ha estado huyendo durante toda su vida: ¿Doctor Who?

### Continuidad
El Doctor menciona la posibilidad de visitar a Rose Tyler y Jack Harkness. También dice que la reina Isabel I aún está esperando escaparse con él tras casarse con ella como se dejó caer en El fin del tiempo y lo que explica su enfado en El código Shakespeare, y que se explicaría más profundamente en El día del Doctor. La oficina de Amy contiene la maqueta de la TARDIS que hizo de niña (En el último momento), junto con dibujos de varios monstruos y escenas de sus aventuras con el Doctor.  Uno de los del Silencio llama a Rory "el hombre que muere una y otra vez", referencia a la cantidad de veces que ha muerto aparentemente.
El centro argumental del episodio se centra en el daño causado por River cuando intenta reescribir un punto fijo en el tiempo. El concepto de "puntos fijos" en la historia que no pueden alterarse, ni siquiera por el Doctor y sus acompañantes, se introdujo en The Aztecs (1964), y se exploró en la serie moderna en episodios como Los fuegos de Pompeya y Las aguas de Marte.

## Producción

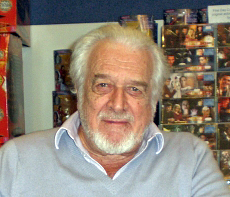
El episodio hizo homenaje al personaje de Nicholas Courtney, el Brigadier Lethbridge-Stewart, tras la muerte de Courtney en febrero de 2011.

The Wedding of River Song concluye el arco argumental de la muerte aparente del Doctor en la apertura de la temporada, El astronauta imposible, y resuelve más piezas de la línea temporal de River Song. A pesar de esto, queda ambiguo si el Doctor y River están legítimamente casado. El show runner y autor del episodio Steven Moffat lo describió como "un gran viaje en la montaña rusa de la locura de Doctor Who".
Tras la muerte del actor Nicholas Courtney, el Doctor descubre en este episodio que el personaje de Courtney, el Brigadier Lethbridge-Stewart ha muerto pacíficamente en un asilo. Hablando de esa referencia, Moffat dijo, "En una historia sobre el Doctor que va a la muerte, parecía correcto y apropiado dar a conocer una de las mayores pérdidas que Doctor Who ha sufrido". Moffat también confirmó que los parches también son un tributo a Courtney, que llevó un parche en el ojo al interpretar una versión alternativa del Brigadier en Inferno (1970). Varios personajes reaparecen en el episodio, incluidos Charles Dickens (Simon Callow) de Los muertos inquietos, Winston Churchill (Ian McNeice) de La victoria de los Daleks, el médico Silurian Malohkeh (Richard Hope) de La Tierra hambrienta/Sangre fría, la Telesecta y el capitán Carter (Richard Dillane) de Matemos a Hitler, y los Monjes sin Cabeza y Dorium (Simon Fisher-Becker) de Un hombre bueno va a la guerra. McNeice pensó que había sitio para que su personaje regresara, ya que La victoria de los Daleks había dado la pista de que el Doctor y él se conocían muy bien.

## Emisión y recepción
Las mediciones nocturnas de audiencia mostraron que el episodio fue visto por 6,1 millones de espectadores, siendo el tercer programa más visto de la noche. Las audiencias definitivas fueron de 7,67 millones. Tuvo una puntuación de apreciación de 86, considerado "excelente"., aunque siendo la puntuación más baja de un final de temporada desde el regreso de la serie, al moverse los finales anteriores entre 88 y 91.
El episodio recibió críticas entre positivas y mezcladas de la crítica. Dan Martin de The Guardian dio una crítica positiva, pensando que el episodio "hace avanzar la mayor historia de 50 años y reinicia efectivamente la serie". Lo alabó particularmente por su simplicidad, así como por los efectos visuales de toda la historia ocurriendo junta al mismo tiempo. Rachel Tarley, de Metro, alabó la "cautivadora carrera" contra el tiempo, notando que el guion fue "conciso e ingenioso todo el tiempo, pero el episodio también tenía momentos oscuros y emotivos cuando era necesario". Keith Phipps de The A.V. Club le dio al episodio una nota de Sobresaliente, calificándolo como "muy cerca de un final de temporada perfecto" para aquellos que no querían todas las respuestas. Morgan Jeffery de Digital Spy escribió, "Como un trozo de entretenimiento del sábado por la noche, funciona; lleno de grandes interpretaciones, impresionantes efectos visuales y diálogos agudos. Y como resolución del arco argumental de la temporada, es mayoritariamente satisfactorio, aunque el episodio deja tantas preguntas como respuestas da".
Dave Golder de SFX le dio al episodio 4,5 estrellas sobre 5, explicando que indeciso sobre si darle 5 estrellas o 4, y calificándolo como "sobre nueve décimas partes, un gran, gran episodio". Mencionó muchas de las ideas de episodio como una "confección suntuosa hecha en su mayoría con los mejores ingredientes" y encontró la resolución de la Telesecta un "giro genial" al principio, pero significando que "todo el episodio es sólo una versión elaborada del clásico Star Trek: Voyager, una línea temporal alternativa completa con botón de reinicio". Matt Risley de IGN le dio al episodio un 8,5 sobre 10, escribiendo que "logró unir los hilos argumentales y los arcos de los personajes sin demasiada previsibilidad deus ex Maguffiny, y con toda una presentación de espectáculo de ciencia ficción de marca que lanzar". Aunque pensó que la boda "pareció un poco demasiado apresurada para dejar ningún regustillo prolongado de emoción", alabó los demás momentos emotivos del episodio y el hecho de que todo el mundo piense que el Doctor está muerto permitirá que el programa explore un nuevo ángulo.
Favin Fuller del Daily Telegraph lo calificó como "final irregular". Lo alabó por ser "visualmente inteligente" y le gustó la forma en que se trató el Silencio, pero pensó que la solución del Telesecta fue "un poco de escaqueo". Neela Debnath de The Independent quedó disgustada con el episodio, llamándolo un "rompecabezas" que "se negaba a atar los cabos sueltos como es debido", y que como final fue "decepcionante en términos de drama y abrumador en términos de información". Sin embargo, alabó el hecho de que Moffat parece ir desperdigando historias a lo largo de varias temporadas, creyendo que "refuerza la serie". Por el otro lado, Alan Sepinwall de HitFix pensó que las resoluciones de la boda en adelante fueron "excelentes", pero pensó que se pudo haber hecho sin otro universo alternativo, ya que era similar al final anterior, El Big Bang. Maureen Ryan de TV Squad criticó el episodio por tener demasiadas "campanas y pitos" que perjudicaban los elementos emocionantes, especialmente la boda, que ella no creyó que mostrara que el Doctor estaba de verdad enamorado de River. Sin embargo, le gustaron los "recuerdos" a episodios anteriores como Churchill y la relación de Amy y Rory. Charlie Jane Anders de io9 pensó que era mejor que el final anterior, El Big Bang, ya que había más respuestas, diversión, y una resolución satisfactoria. Sin embargo, criticó la razón por la que River tenía que matar al Doctor, así como su relación, y pensó que Amy matando a madame Kovarian "no era sustituto" para que Amy soportara lo que Kovarian había hecho con su hija.